# Regione Centrale (Uganda)
La Regione Centrale (in inglese Central Region) è una delle quattro regioni dell'Uganda. Alla Regione Centrale appartiene Kampala, capitale del paese.

## Geografia fisica
La Regione Centrale è attraversata dall'equatore. Comprende inoltre parte della costa dell'Uganda sul lago Vittoria, e alcune isole lacustri (fra cui le isole Ssese). Il distretto meridionale di Rakai confina con la Tanzania. L'entroterra include la foresta pluviale di Mabira, situata nel distretto di Mukono.

## Popolazione
La Regione Centrale include alcune le due aree più popolose dell'Uganda: quelle di Kampala e di Wakiso.

## Geografia antropica

### Suddivisioni amministrative
Come le altre regioni del paese, la Regione Centrale non ha un proprio governo locale, ma è semplicemente intesa come unione di un certo numero di distretti.
| Distretto                | Capoluogo   | pop.      |
| ------------------------ | ----------- | --------- |
| Distretto di Kalangala   | Kalangala   | 36.661    |
| Distretto di Kampala     | Kampala     | 1.208.544 |
| Distretto di Kayunga     | Kayunga     | 297.081   |
| Distretto di Kiboga      | Kiboga      | 231.718   |
| Distretto di Luweero     | Luweero     | 336.616   |
| Distretto di Masaka      | Masaka      | 767.759   |
| Distretto di Mityana     | Mityana     | 269.763   |
| Distretto di Mpigi       | Mpigi       | 414.757   |
| Distretto di Mubende     | Mubende     | 436.493   |
| Distretto di Mukono      | Mukono      | 807.923   |
| Distretto di Nakaseke    | Nakaseke    | 138.011   |
| Distretto di Nakasongola | Nakasongola | 125.297   |
| Distretto di Rakai       | Rakai       | 405.631   |
| Distretto di Sembabule   | Sembabule   | 184.178   |
| Distretto di Wakiso      | Wakiso      | 957.280   |